# Паразит-одиночка
«Паразит-одиночка» (яп. パラサイトシングル парасайто сингуру, от англ. parasite single) — японское выражение, использующееся в отношении неженатых молодых людей старше 20—30 лет, живущих с родителями и наслаждающихся беззаботной и комфортной жизнью за их счёт. 

## Описание
«Паразиты» чем-то похожи на NEET, однако последние предпочитают не работать вовсе, в то время как «паразиты» могут работать, но при этом не прилагать особых усилий. Согласно исследованиям профессора Масахиро Ямады, 60 % холостых японских мужчин и 80 % женщин живут в доме с родителями. По данным на 2002 год, в стране около 10 млн таких людей.
«Паразитов-одиночек» часто винят во многих экономических и социальных проблемах страны, начиная от снижения рождаемости и старения населения и заканчивая ростом преступности и снижением темпов развития производства. Они, как отмечают японские социологи, без раздумий бросают работу при возникновении малейших трудностей или проблем (например, когда работа мешает им проводить время в своё удовольствие), что наносит ущерб экономике страны; они не несут расходов на жилье, не приобретают мебель и домашнюю утварь. Деньги они тратят на свои хобби, развлечения и предметы роскоши.
Отчасти данный феномен объясняется тем, что это молодое поколение родилось в экономически благоприятный период, когда процент безработных был очень низким (на уровне 2 %), а предложения работодателей превышали спрос. Стабильность в стране обеспечивалась принятой в 1950-х годах системой трудовых отношений, основанной на пожизненном найме, постепенном повышении зарплаты в соответствии с выслугой лет в компании и пофирменной структуре профсоюзов.

## Аналоги в других странах
Этот образ жизни не ограничивается японским обществом, аналогичные можно встретить и в других странах. В октябре 2007 года бывший министр экономики и финансов Италии Томмазо Падоа-Скьоппа назвал людей в возрасте от двадцати лет, которые до сих пор живут со своими родителями, bamboccioni (что-то вроде «больших/взрослых детей»), вызвав споры в итальянских СМИ. Газеты получали многочисленные письма от читателей, которые были лично оскорблены и указывали на то, что он не знает о положении значительной части итальянцев старше двадцати лет, которые живут примерно на 1000 евро в месяц и не могут позволить себе покинуть родительский дом.
В англоязычных странах термин «обитатель подвала» имеет аналогичные значения.
В Бразилии термин Paitrocínio (игра слов между словами Pai/родители и patrocínio/спонсорство) используется не для тех, кто живёт в домах своих родителей, а для тех, кто покинул дом, но всё ещё полагается исключительно (или главным образом) на финансовую поддержку своих родителей. Причины ухода из дома до достижения финансовой независимости варьируются, но в основном это связано с поступлением в колледж или началом карьеры в областях с небольшими начальными или непостоянными доходами, такими как искусство и спорт.

## Комментарии
1. ↑  Встречаются также варианты «паразитирующий одиночка»[1] и «паразит-холостяк».